# Aaron Douglas
Aaron Douglas (New Westminster (Brits-Columbia), 23 augustus 1971) is een Canadees acteur.

## Biografie
Douglas studeerde aan de “William Davis Centre for Actors Study” in Vancouver. Vanaf 2000 acteerde hij regelmatig in een gastrol in televisieseries en films. In 2003 speelde hij de rol van “Galen Tyrol” in “Battlestar Galactica: The mini series” en vanaf 2004 in het vervolg van de herwerkte “Battlestar Galactica serie” tot 2009, toen de serie ermee ophield. Na Battlestar Galactica ging Douglas aan de slag als “Frank Leo” in de Canadese politieserie “The Bridge”. Na één seizoen werd de serie stopgezet. In 2010 was hij in enkele afleveringen te zien van Hellcats en in 2011 had hij een gastrol in Flashpoint en in 2016 in klein rolletje in de televisieserie Once Upon a Time.